# Legaciszki (Litwa)
Legaciszki (lit. Legotiškės) – dawna wieś na Litwie, w okręgu wileńskim, w rejonie wileńskim, w gminie Suderwa.
Współcześnie część wsi Pilimy. Położone były w pobliżu Wilii, obecnie na terenie Wilejskiego Parku Regionalnego.

## Historia
W dwudziestoleciu międzywojennym folwark i kolonia leżące w Polsce, w województwie wileńskim, w powiecie wileńsko-trockim, w gminie Mejszagoła. W 1931 miejscowość liczyła:
- folwark – 10 mieszkańców, zamieszkałych w 3 budynkach,
- kolonia – 14 mieszkańców, zamieszkałych w 3 budynkach[2].

Po II wojnie światowej w granicach Związku Sowieckiego. Od 1991 na niepodległej Litwie.

### Kolonia akademicka
W 1930 założono tu akademicką kolonię wypoczynkową Bratniej Pomocy. O wyborze Legaciszek przesądziły ich walory przyrodnicze i krajobrazowe. Odnowiono zaniedbany dworek, będący własnością skarbową, mogący pomieścić 30 gości, wybudowano piętrowy budynek dla 70 wczasowiczów z salą taneczną i ambulatorium oraz budynek kuchni z jadalnią. Budynki miały nowoczesne wyposażenie, z wodociągiem, kanalizacją i elektrycznością z własnej elektrowni. Nad Wilią powstała plaża, przystań dla łódek i prom rzeczny dla skrócenia drogi do kolei. Ponadto powstały place sportowe do lekkiej atletyki, siatkówki i krokieta oraz kort tenisowy. Koszt urządzenia ośrodka wyniósł 150 000 zł. Uroczyste otwarcie ośrodka nastąpiło 30 czerwca 1930 w obecności prezydenta RP Ignacego Mościckiego, profesorów Uniwersytetu Stefana Batorego i władz samorządowych.
Dzienny koszt wypoczynku wynosił 4,60 zł dla studentów, 6 zł dla pozostałych osób dorosłych i 3 zł dla dzieci. Aby skorzystać z ośrodka należało mieć rekomendację Bratniej Pomocy. Kolonia akademicka nie przetrwała do czasów współczesnych.